# Santa Lucia (Philippines)
Pour les articles homonymes, voir Santa Lucia.
Santa Lucia est une municipalité de 3e classe située dans la province d'Ilocos Sur aux Philippines. Selon le recensement de 2010 elle est peuplée de 24 981 habitants.

## Barangays
Santa Lucia est divisée en 36 barangays.
- Alincaoeg
- Angkileng
- Arangin
- Ayusan (Poblacion)
- Banbanaba
- Bao-as
- Barangobong (Poblacion)
- Buliclic
- Burgos (Poblacion)
- Cabaritan
- Catayagan
- Conconig East
- Conconig West
- Damacuag
- Lubong
- Luba
- Nagrebcan
- Nagtablaan
- Namatican
- Nangalisan
- Palali Norte
- Palali Sur
- Paoc Norte
- Paoc Sur
- Paratong
- Pila East
- Pila West
- Quinabalayangan
- Ronda
- Sabuanan
- San Juan
- San Pedro
- Sapang
- Suagayan
- Vical
- Bani